# Espártoco IV
Espártoco IV (en griego: Σπάρτοκος Δ ') fue un rey espartócida del Reino del Bósforo desde el 245 al 240 a. C.

## Biografía
Espártoco IV era un hijo de Perisades II y es conocido por una inscripción en monedas después de la muerte de su padre que lo muestra llamándose a sí mismo rey mientras muestra a Pan. 
Su breve reinado se debe al hecho de que fue asesinado por su hermano Leucón II, quien mató a Espártoco después de descubrir que estaba durmiendo con su esposa Alcatoe, quien terminó matando a Leucón más adelante en su reinado.